# Bücker Bü 133
Il Bücker Bü 133 Jungmeister (Giovane campione in lingua tedesca) fu un biplano monomotore e monoposto da addestramento avanzato ed acrobatico, sviluppato dall'azienda aeronautica tedesca Bücker Flugzeugbau GmbH negli anni trenta e prodotto, oltre che dalla stessa, su licenza dalla svizzero-tedesca Dornier-Werke Altenrhein e dalla spagnola Construcciones Aeronáuticas S.A. (CASA).
Destinato ufficialmente al mercato dell'aviazione generale, il Bü 133 venne progettato per fornire un efficace aereo per l'addestramento dei piloti nelle scuole di volo della neofondata Luftwaffe, dove venne utilizzato principalmente durante il periodo prebellico, suscitando interesse internazionale per le sue prestazioni nelle competizioni di acrobazia aerea. Venne quindi acquistato da alcune nazioni straniere, come il Regno di Iugoslavia e la Svizzera (che lo costruì su licenza per le proprie forze armate); in seguito venne ceduto a nazioni alleate al patto tripartito ed alla Spagna, che lo costruì anche su licenza per il neocostituito Ejército del Aire.

## Storia del progetto
Dopo il successo commerciale ottenuto con il biposto da addestramento Bü 131 "Jungmann", Carl Clemens Bücker decise di avviare lo sviluppo di un modello derivato monoposto, tuttavia le strutture dell'impianto originale di Johannisthal, nei pressi di Berlino, non erano in grado di gestire ordini superiori. Per ovviare al problema Bücker contattò l'architetto Otto Werner che incaricò di progettare un nuovo stabilimento più grande dove trasferire la produzione. La nuova struttura sorse a Rangsdorf, nel circondario del Teltow-Fläming.
Il nuovo modello riproponeva l'impostazione convenzionale del precedente Bü 131 "Jungmann", un monomotore a velatura biplana con carrello fisso, del quale conservava molte parti e la tecnica costruttiva, tuttavia per la presenza di un solo abitacolo risultava più compatto nelle sue dimensioni generali. Inoltre l'installazione prevista di un motore in grado di esprimere maggior potenza doveva assicurare prestazioni generalmente superiori a quelle del predecessore.
Il prototipo Bü 133 V1, immatricolato D-EVEO ed equipaggiato con un 6 cilindri in linea rovesciato raffreddato ad aria realizzato dalla Hirt Motoren, secondo le fonti o un HM 6 da 135 PS o un HM 506 da 140 hp (104 kW), venne portato in volo per la prima volta nell'estate 1935 ai comandi del pilota collaudatore dell'azienda Luise Hoffmann, la prima donna tedesca ad ottenere tale qualifica lavorativa. Le prove in volo confermarono il previsto incremento delle prestazioni e suscitarono l'interesse del Reichsluftfahrtministerium (RLM), il ministero che nella Germania del periodo hitleriano supervisionava l'intera aviazione tedesca, il quale decise di emettere un ordine di fornitura per le proprie scuole di volo per l'addestramento avanzato dei piloti destinati anche ai reparti da caccia.
La produzione del Bü 133 "Jungmeister" venne avviata nel nuovo stabilimento di Rangsdorf. La prima versione realizzata, indicata come Bü 133 A era equipaggiata con il motore in linea, così come la Bü 133 B destinata all'esportazione, ma la versione maggiormente prodotta fu la Bü 133 C equipaggiata con un motore radiale BMW-Bramo Sh 14.
Il Bü 133 venne anche costruito su licenza, dal 1936 in 47 esemplari nella versione Bü 133 C dalla AG für Dornier-Flugzeuge (Doflug) destinati ai reparti aerei dell'Esercito svizzero (vedi anche Forze Aeree Svizzere), e dal 1941 nelle versioni Bü 133 B e C dalla CASA destinati all'Ejército del Aire in circa 50 esemplari, la maggior parte dotati del motore radiale.

## Tecnica
Lo Jungmeister era un velivolo dall'aspetto tradizionale per il periodo, monomotore, biplano a carrello fisso, e realizzato in tecnica mista.
La fusoliera, realizzata in tubi di acciaio saldati e rivestita in metallo e tela, era caratterizzata da un unico abitacolo aperto. Posteriormente terminava in un impennaggio tradizionale monoderiva. La configurazione alare era biplana, con le ali realizzate con longheroni e centine in legno e ricoperte da fogli di compensato e tela. Il carrello era biciclo, fisso, integrato posteriormente da un ruotino d'appoggio.
La propulsione era affidata, nella versione Bü 133 C, quella maggiormente prodotta, ad un motore BMW-Bramo Sh 14 A-4, un radiale 7 cilindri singola stella raffreddato ad aria in grado di erogare una potenza pari a 160 PS (118 kW), posizionato all'apice anteriore della fusoliera racchiuso in una cappottatura caratterizzata dalle bugne in corrispondenza dei rinvii delle punterie ed abbinato ad un'elica bipala a passo fisso.

## Versioni
- Bücker Bü 133 A:  dotata di motore in linea Hirth HM 6 da 135 CV (101 kW)
- Bücker Bü 133 B: denominazione della versione costruita su licenza. Dotata di motore in linea Hirth HM 506
  - Bücker Bü 133 B-1:
  - Bücker Bü 133 B-2:
- Bücker Bü 133 C: dotata di motore radiale Siemens-Halske Sh 14A-4 da 160 CV (118 kW).

## Utilizzatori
Croazia
- Kroatische Luftwaffen Legion

  Germania
- Luftwaffe

 Jugoslavia

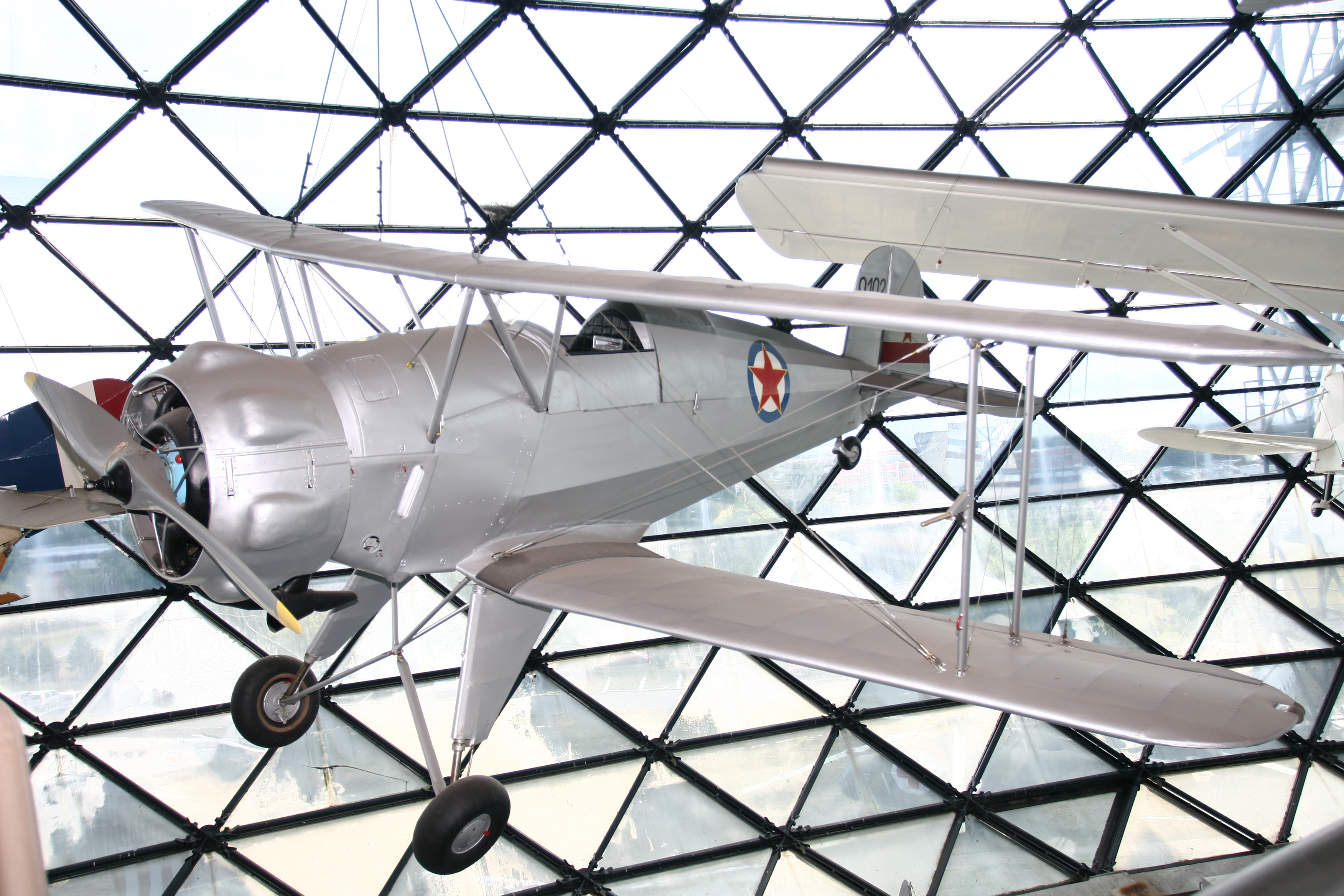
Il Bü 133 C con insegne della iugoslava RV i PVO esposto al Museo dell'aeronautica di Belgrado.

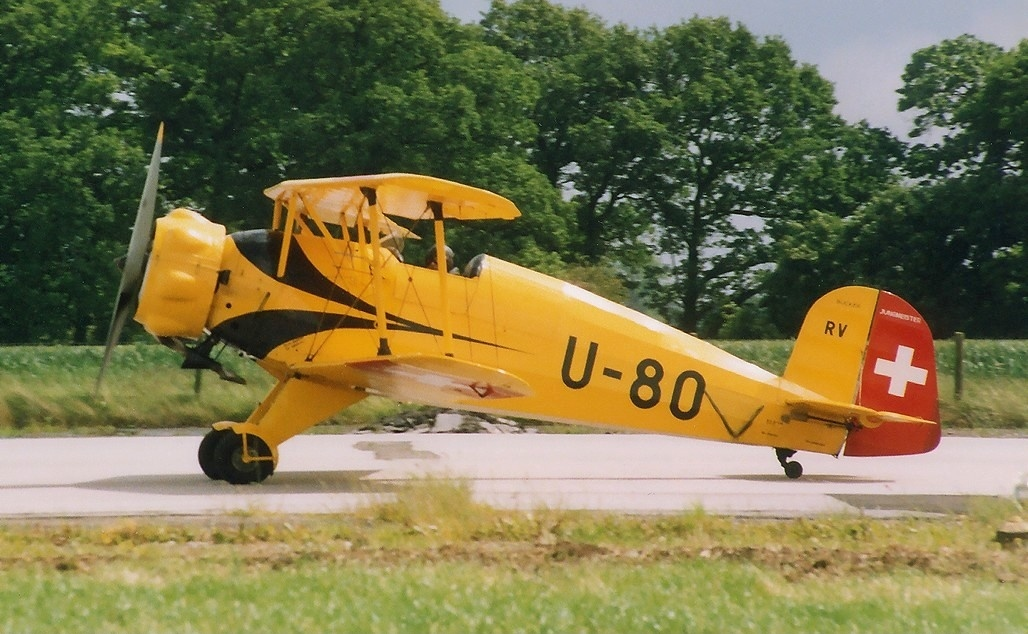
Il Bü 133 C marche EGBM, di produzione della svizzera Doflug, di proprietà di un appassionato aviatore britannico dipinto con l'originale livrea svizzera.

- Jugoslovensko kraljevsko ratno vazduhoplovstvo i pomorska avijacija

 Slovacchia
- Slovenské vzdušné zbrane

 Spagna
- Ejército del Aire

 Sudafrica
- South African Air Force

 Svizzera
- Forze aeree svizzere

 Ungheria
- Magyar Királyi Honvéd Légierő

operò almeno con un esemplare.